# Lago di Lesina
Lago di Lesina – słone jezioro, uznawane również za lagunę położone na półwyspie Gargano w prowincji Foggia w rejonie Apulia we Włoszech o powierzchni około 51,4 km², częściowo należące do Parku Narodowego Gargano, na zachód od jeziora Varano.

## Geografia

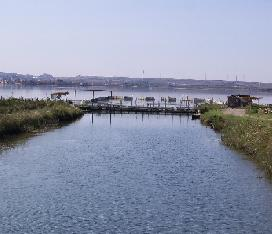
Widok na kanał Acquarotta

Lesina ma długość 22 km przy 3,5 km szerokości. Średnia głębokość to około 0,8 m przy maksymalnej głębokości wynoszącej około 2 m.
Jezioro od Morza Adriatyckiego oddziela pas lądu o długości i szerokości od kilkuset metrów we wschodniej części do 2 km po zachodniej stronie przy od 3 do 8 m wysokości. Jezioro z morzem połączone jest dwoma kanałami. Od zachodu jest to kanał Acquarotta ma 2 km długości, od 6 do 10 m szerokości oraz od 0,8 do 2 m głębokości, od wschodu jest to kanał Schiapparo ma 1 km długości, około 25 m szerokości oraz od 2 do 4 m głębokości. Zasolenie wody waha się od 3 do 45 PSU.

## Flora i fauna
Z roślin porastających pobliskie rejony jeziora można wyróżnić piaskownica zwyczajna, Juniperus oxycedrus, jałowiec fenicki czy rozmaryn lekarski. Dodatkowo spotkać tam można takie jak: dąb bezszypułkowy, wawrzyn szlachetny, chruścina jagodna, filirea szerokolistna, mirt, pistacja kleista czy myszopłoch kolczasty.
Jezioro jest miejscem schronienia dla wielu gatunków ptaków w tym: zimorodek zwyczajny, świstun zwyczajny, płaskonos zwyczajny, rożeniec zwyczajny, głowienka zwyczajna, czapla nadobna, łyska zwyczajna, kokoszka zwyczajna, perkozek zwyczajny, perkoz dwuczuby, rybitwa czubata, mewa cienkodzioba, szablodziób zwyczajny czy kormoran zwyczajny.
W wodach laguny można spotkać ryby takie jak: labraks, dorada czy cefal.